# Storrenberg
Storrenberg ist ein Naturschutzgebiet auf dem Gebiet der baden-württembergischen Gemeinde Aidlingen.

## Kenndaten
Das Naturschutzgebiet wurde mit Verordnung des Regierungspräsidiums Stuttgart vom 14. März 1985 ausgewiesen und hat eine Größe von 12,4 Hektar. Es wird unter der Schutzgebietsnummer 1.134 geführt. Der CDDA-Code für das Naturschutzgebiet lautet 165758 und entspricht der WDPA-ID.

## Lage und Beschreibung
Das Schutzgebiet Storrenberg liegt rund 500 Meter westlich der Aidlinger Ortsteils Dachtel auf etwa 480 m bis 512 m ü. NN am linken Hang des unteren Hülsentals, eines Trockentals zum rechten Aid-Oberlauf Aischbach, und über diesem selbst. Es umfasst sowohl Heideflächen als auch viele Hecken, Gebüsche, lichtere und dichtere Waldstücke, in denen heute die Forche dominiert, wie auch einige Wiesen und Obstbaumbestände. Prägendes Element ist die typische Vegetation, die sich unter dem Einfluss der jahrelangen Schafbeweidung herausgebildet hat. Es liegt im Naturraum 122-Obere Gäue innerhalb der naturräumlichen Haupteinheit 12-Gäuplatten im Neckar- und Tauberland und wird fast vollständig umschlossen vom Landschaftsschutzgebiet Aidlingen, das die Nummer 1.15.091 führt. Es ist außerdem Teil des FFH-Gebiets Nr. 7319-341 Gäulandschaft an der Würm.

## Schutzzweck
Wesentlicher Schutzzweck ist es laut Schutzgebietsverordnung, eine reich strukturierte Landschaft zu erhalten und zu sichern, in der sich Heide- und Wiesenflächen, Gebüsche, Hecken, Steinriegel und wertvolle Bereiche natürlicher Vegetationsentwicklung (Sukzession) eng miteinander verbinden, und die sowohl einer vielfältigen Flora und Fauna Lebensraum bietet wie auch dem Erholungssuchenden Ruhe.